# Rhyothemis hurleyi
Rhyothemis hurleyi – gatunek ważki z rodziny ważkowatych (Libellulidae).